# Graphium antiphates
Graphium antiphates is een vlinder uit de familie van de pages (Papilionidae). De wetenschappelijke naam van de soort is voor het eerst geldig gepubliceerd in 1775 door Pieter Cramer.

## Kenmerken
Deze geelgroene vlinder is te herkennen aan de zwarte banden op de voorvleugels. Verder dragen de achtervleugels een zwarte staart.

## Verspreiding en leefgebied
Deze vlindersoort komt voor in grote delen van India, Sri Lanka, Myanmar, zuidelijk China, Thailand, Laos, Vietnam, Cambodja, Maleisië en Indonesië in de laaggelegen delen van het regenwoud.

## Waardplanten
De waardplanten van de rups behoren tot de familie Annonaceae.